# Église Saint-Patrick de Memphis
 (avril 2024).
Pour les articles homonymes, voir Église Saint-Patrick.
L’église Saint-Patrick (anglais : St. Patrick Church) est un édifice religieux catholique du milieu du XIXe siècle situé à Memphis (Tennessee), aux États-Unis.

## Situation et accès
L’édifice est situé à l’angle de l’avenue du Docteur-Martin-Luther-King-Junior et la 4e Rue Sud, dans le quartier New Pathways de Memphis. Plus largement, il se trouve dans le comté de Shelby, dans l’État du Tennessee.

## Histoire
La cérémonie de pose de la première pierre a lieu le 18 novembre 1866 avec le prêtre Teehan de Nashville. En attendant l’achèvement de l’édifice, les services ont lieu le presbytère à côté de l’école. L’édifice se veut alors à destination des catholiques de la partie sud-est de la ville.